# Silvana (Washington)
Silvana ist ein census-designated place (CDP) im Snohomish County im US-Bundesstaat Washington. Zum United States Census 2010 hatte Silvana 90 Einwohner.

## Geographie
Nach dem United States Census Bureau nimmt der CDP eine Gesamtfläche von vier Quadratkilometern ein, worunter keine Wasserflächen sind.

### Nachbargemeinden
| Stanwood            | Stillaguamish River                         | Trafton    |
| Stillaguamish River | Kompassrose, die auf Nachbargemeinden zeigt | Arlington  |
| North Lakewood      | Stillaguamish River                         | Totem Park |

## Demographie
Nach der Volkszählung von 2000 gab es in Silvana 97 Einwohner, 38 Haushalte und 27 Familien. Die Bevölkerungsdichte betrug 24,3 pro km². Es gab 42 Wohneinheiten bei einer mittleren Dichte von 10,5 pro km².
Die Bevölkerung bestand zu 93,81 % aus Weißen, zu 2,06 % aus Indianern, und zu 4,12 % aus anderen „Rassen“. Hispanics oder Latinos „jeglicher Rasse“ bildeten 6,19 % der Bevölkerung.
Von den 38 Haushalten beherbergten 31,6 % Kinder unter 18 Jahren, 52,6 % wurden von zusammen lebenden verheirateten Paaren, 10,5 % von alleinerziehenden Müttern geführt; 28,9 % waren Nicht-Familien. 15,8 % der Haushalte waren Singles und 5,3 % waren alleinstehende über 65-jährige Personen. Die durchschnittliche Haushaltsgröße betrug 2,55 und die durchschnittliche Familiengröße 2,96 Personen.
Der Median des Alters in der Stadt betrug 38 Jahre. 22,7 % der Einwohner waren unter 18, 6,2 % zwischen 18 und 24, 36,1 % zwischen 25 und 44, 27,8 % zwischen 45 und 64 und 7,2 65 Jahre oder älter.
Alle Angaben zum mittleren Einkommen beziehen sich auf den Median. Das mittlere Haushaltseinkommen betrug 33.274 US$, in den Familien waren es 33.810 US$. Männer hatten ein mittleres Einkommen von 68.750 US$ gegenüber 25.655 US$ bei Frauen. Das Pro-Kopf-Einkommen betrug 21.070 US$. Keiner lebte unterhalb der Armutsgrenze.

## Galerie

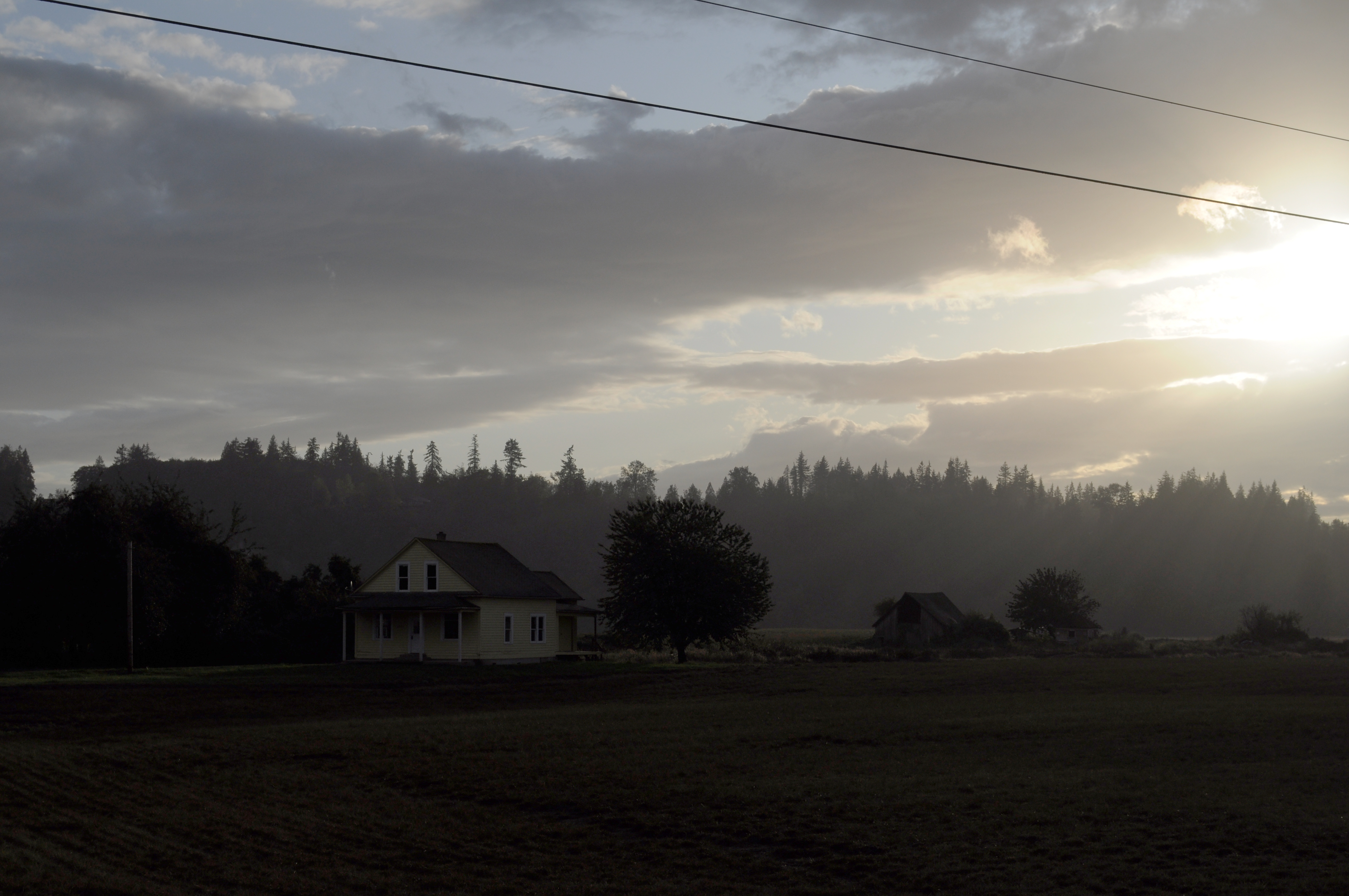
Landschaft bei Silvana.
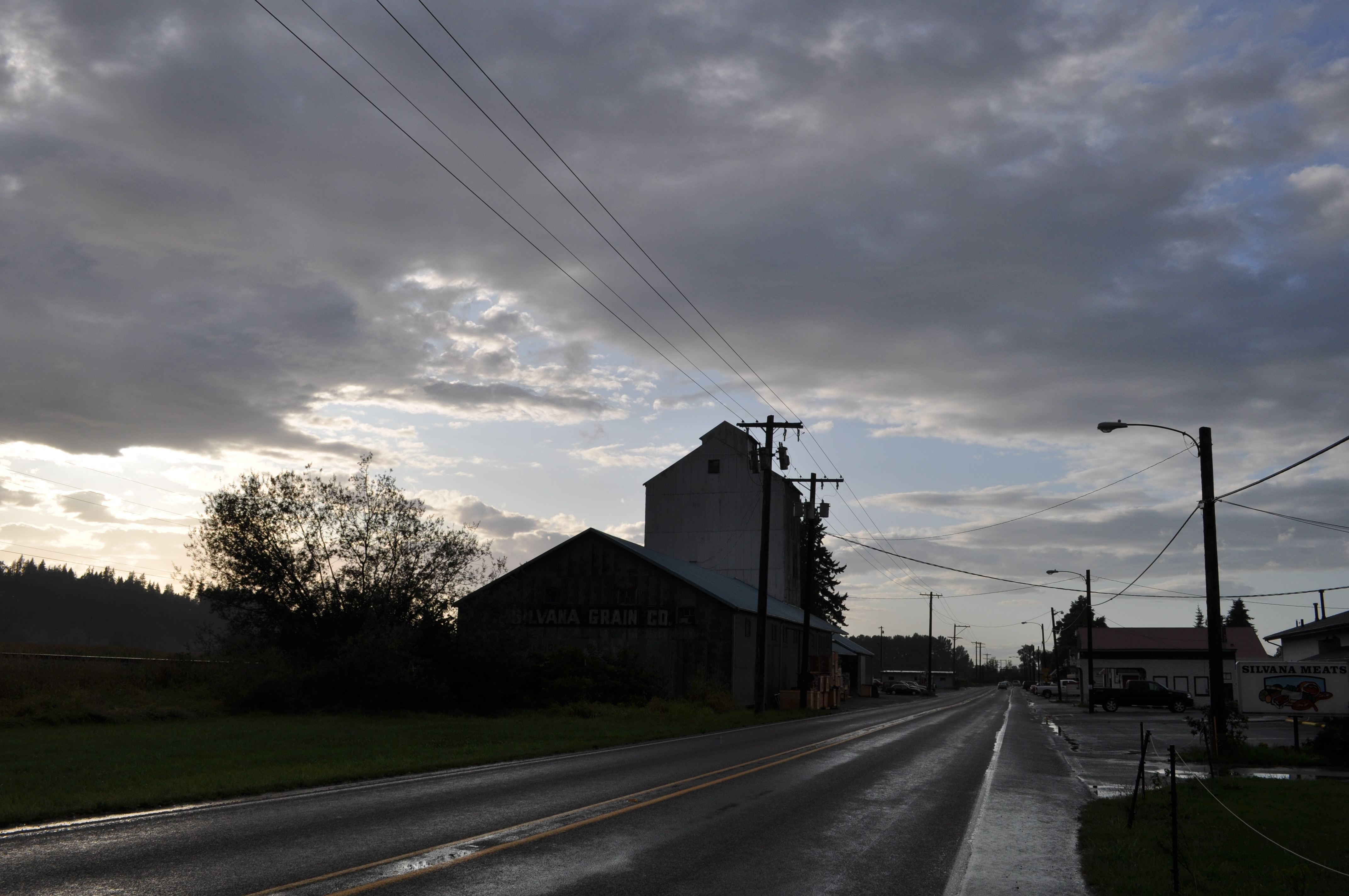
Ankunft im Zentrum von Silvana von Süden her. Silvana Grain Co. links.
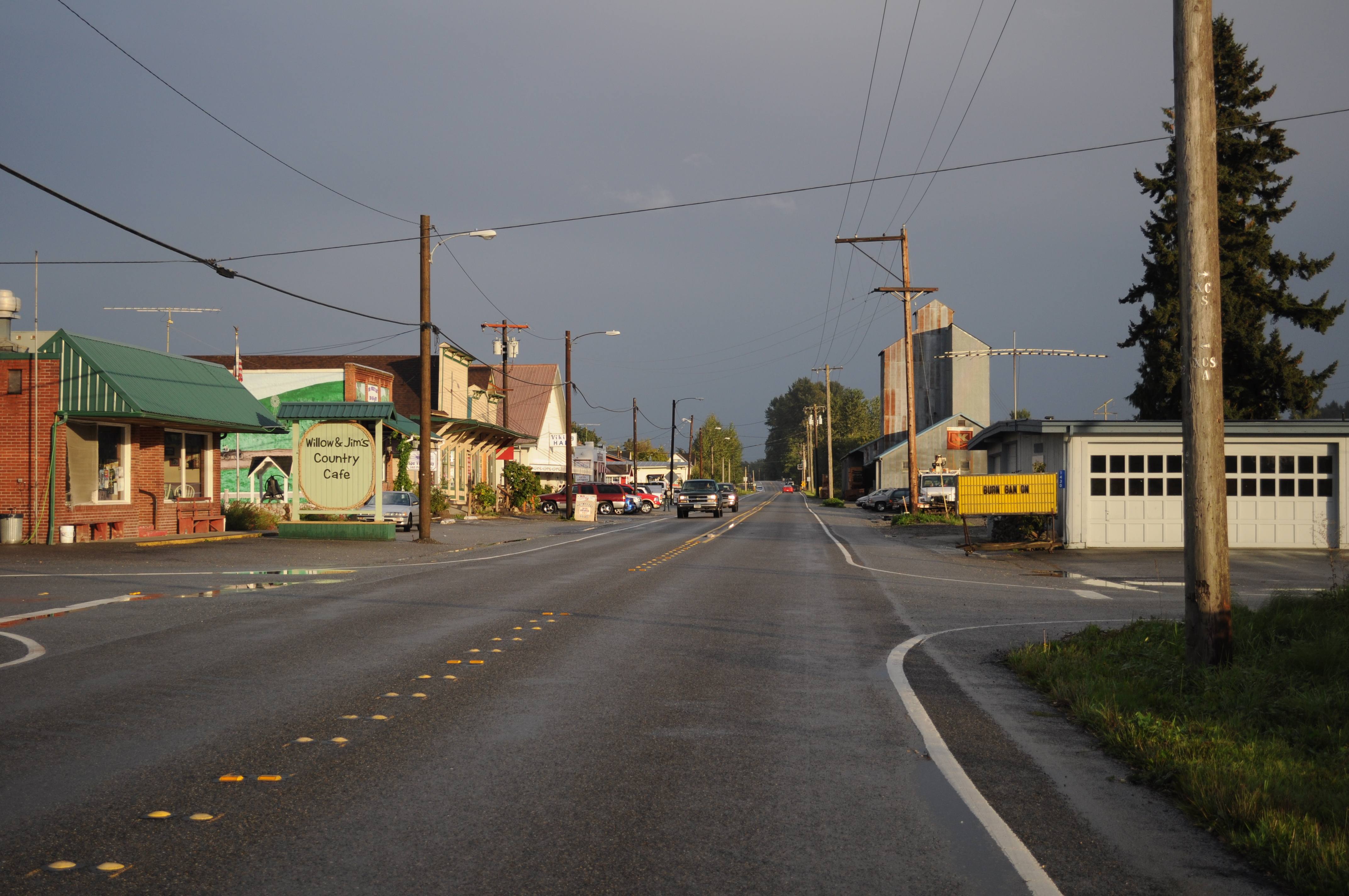
Ankunft im Zentrum von Silvana von Norden her.
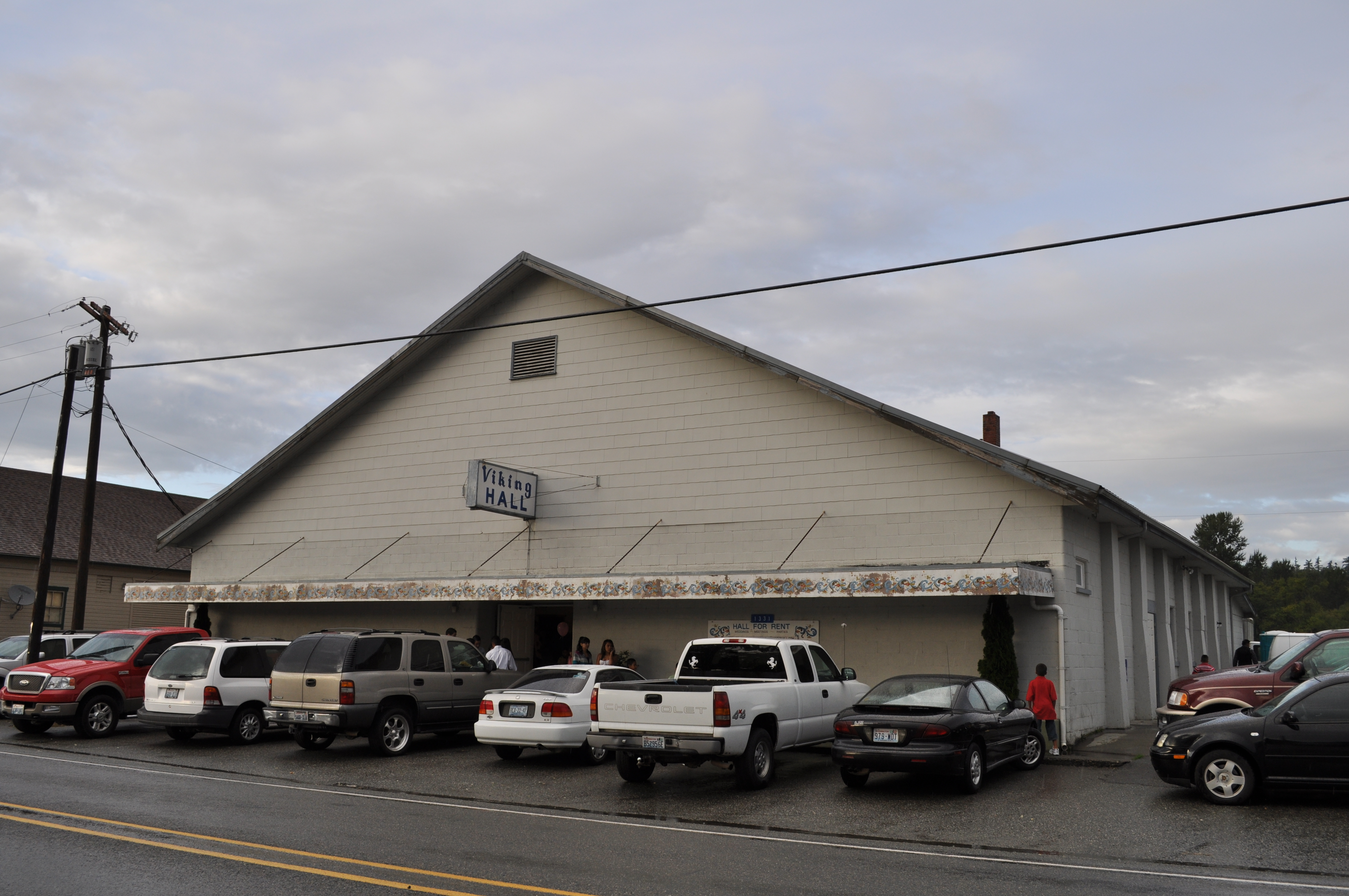
Viking Hall, früher Besitz der Sons of Norway, heute ein kommunales Gebäude.
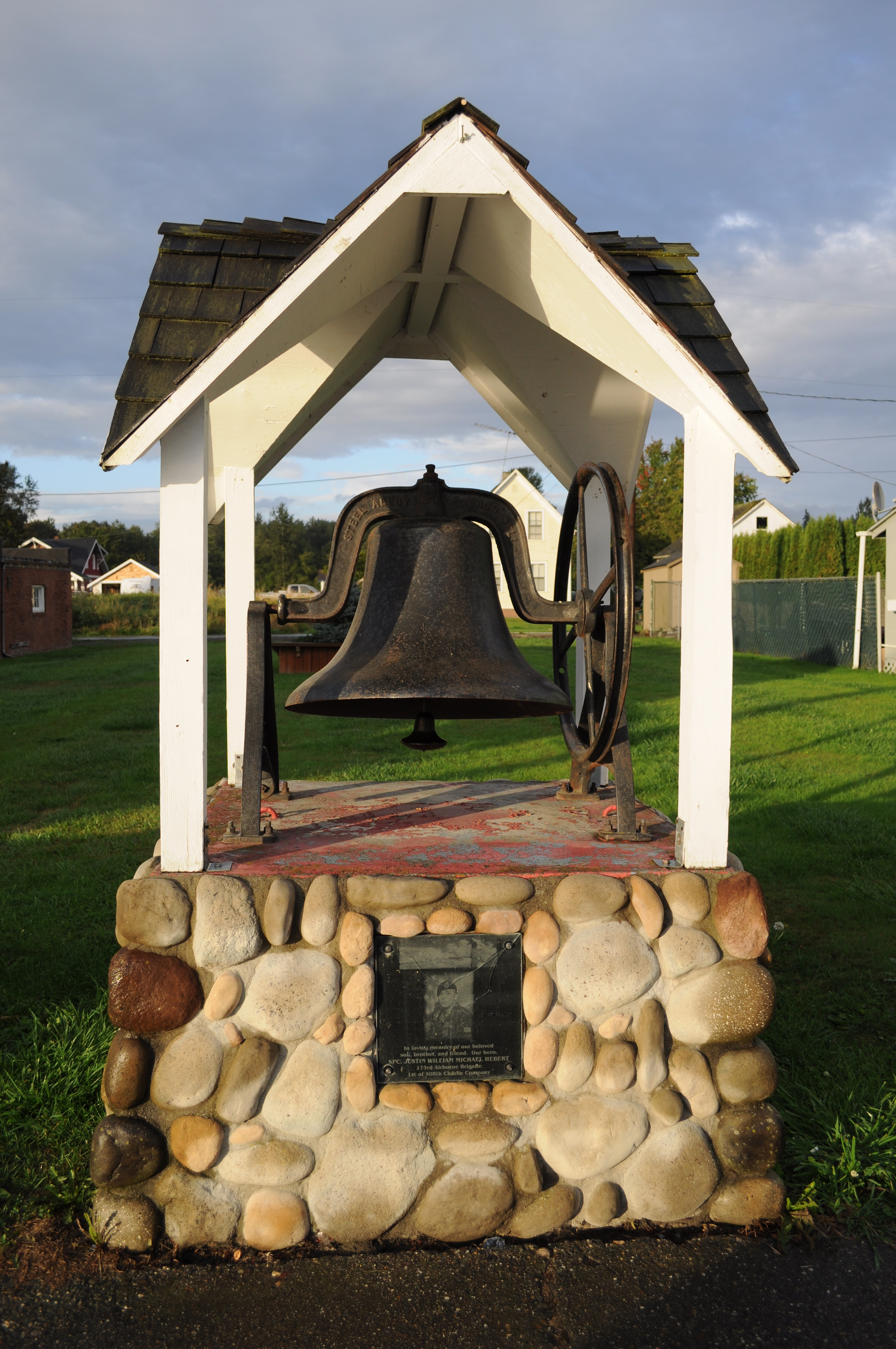
Denkmal für Justin W. M. Hebert, einen aus dem Ort stammenden Soldaten, der 2003 gefallen ist.